# Chelsea Sexton
Chelsea Sexton (14 de agosto de 1975) es una defensora y propulsora del vehículo eléctrico. Es conocida por su participación en el documental Who Killed the Electric Car?.  Es consultora y escribe artículos sobre coches eléctricos. Vive en California con su marido Bob Sexton, que fue técnico de manterimiento del GM EV1 y después trabajó varios años en Tesla hasta junio de 2012. Tienen un niño.

## EV1

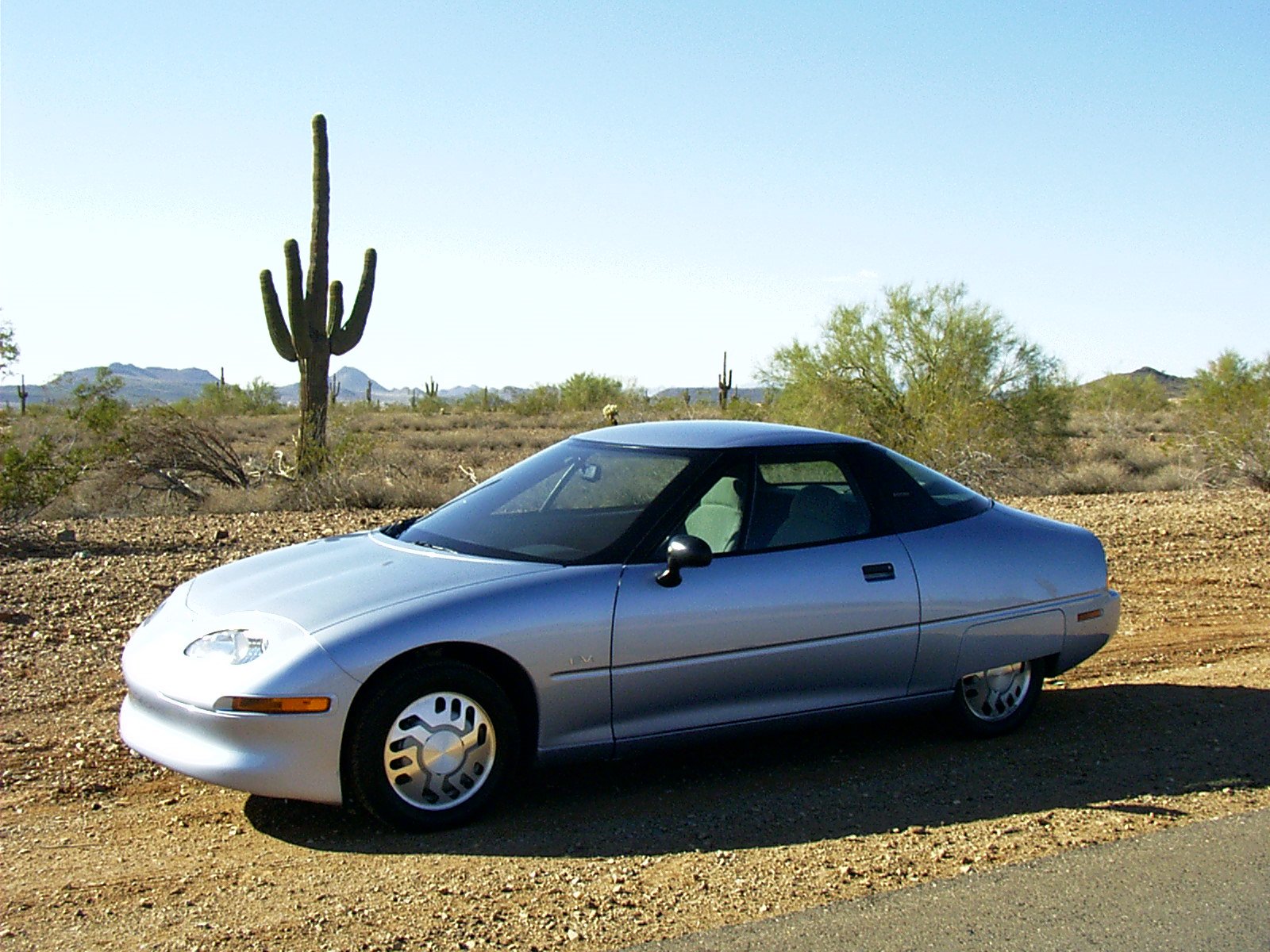
GM EV1

Sexton conoció la industria del automóvil a los 17 años cuando compró su primer Saturn. Para pagarse los estudios comenzó a trabajar para Saturn y cuando General Motors anunció el programa de coche eléctrico GM EV1 comenzó a trabajar para GM a los 20 años. Se centró en la creación de un mercado para vehículos de combustibles alternativos por medio de acuerdos con empresas y asociaciones sin ánimo de lucro, configurando la legislación y los incentivos, desarrollando estrategias de marquetin y trabajando directamente con los conductores. Sexton se hizo conocida como defensora del transporte limpio y eficiente.
Chelsea Sexton consiguió que Mel Gibson, Tom Hanks, Danny DeVito, Bill Nye y Ralph Nader fueran conductores del vehículo eléctrico GM EV1 mediante un contrato de leasing.

## Trabajo
Sexton fue despedida de GM al final de 2001 cuando la compañía cerró la planta de fabricación del EV1. Entonces se hizo consultora de la industria automovilística y de los suministradores de energías limpias.
Fue cofundadora y directora ejecutiva de Plug In America, una asociación que promueve la fabricación y uso de vehículos enchufables.
En 2005 Sexton se incorporó a la X Prize Foundation.
En 2006, dirigió la división de combustibles alternativos de Zag.com en Santa Mónica (California) (ahora llamada TrueCar).
En 2008 fundó la Lighting Rod Foundation para educar a los consumidores y legisladores.
Es una de las personas claves que fueron entrevistadas por Chris Paine para el documental Who Killed the Electric Car?. Chelsea Sexton proporcionó mucha información desde dentro de GM actuando como una garganta profunda (whistleblower).
Sexton fue productora consultora en la continuación del documental titulada Revenge of the Electric Car. 
Es una invitada habitual en el podcast Transport Evolved. También ha participado en podcasts como What Drives Us y The Geekcast.
Publica artículos y da conferencias sobre coches enchufables.
Apareció en las filtraciones de WikiLeaks como una de las personas que expuso las maquinaciones de los fabricantes de coches por matar el coche eléctrico.

## Premios y reconocimientos
En septiembre de 2019 recibió el premio Lifetime Achievement Award de la organización Plug In America.